# 줄기 (수학)
층 이론에서, 줄기(영어: stalk, 프랑스어: fibre)는 어떤 층이 어떤 한 점에서 가질 수 있는 값들의 공간이다. 줄기들의 집합은 에탈레 공간(영어: étalé space, 프랑스어: espace étalé)을 이룬다.

## 정의
위상 공간 {\displaystyle X} 위의, 범주 {\displaystyle {\mathcal {C}}}의 값을 갖는 준층 {\displaystyle {\mathcal {F}}}가 주어졌을 때, {\displaystyle {\mathcal {F}}}의 점 {\displaystyle x\in X}에서의 줄기 {\displaystyle {\mathcal {F}}_{x}}는 {\displaystyle x}의 모든 열린 근방에 대하여 취한, 다음과 같은 귀납적 극한이다.
{\displaystyle {\mathcal {F}}_{x}=\varinjlim _{U\ni x}\Gamma (U;{\mathcal {F}})\in \operatorname {Ob} ({\mathcal {C}})}
이러한 귀납적 극한이 항상 존재할 필요는 없지만, 일반적으로 많이 쓰이는 경우인 {\displaystyle {\mathcal {C}}}가 집합이나 아벨 군이나 가환환의 범주인 경우에는 항상 존재한다. 정의에 따라, 점 x의 임의의 열린 근방 {\displaystyle U\ni x}에 대하여, 자연스러운 {\displaystyle {\mathcal {C}}}-사상
{\displaystyle \phi _{U,x}\colon \Gamma (U;{\mathcal {F}})\to {\mathcal {F}}_{x}}
가 존재한다.

### 싹
{\displaystyle {\mathcal {C}}}가 구체적 범주라고 하자. 임의의 단면 {\displaystyle s\in \Gamma (U;{\mathcal {F}})}에 대하여, {\displaystyle \phi _{U,x}(s)\in {\mathcal {F}}_{x}}를 {\displaystyle s}의 {\displaystyle x}에서의 싹(영어: germ) {\displaystyle s}라고 한다. 이는 수학의 다른 분야에서 쓰이는 싹의 개념을 일반화한 것이다. {\displaystyle s_{x}}는 {\displaystyle s}의 {\displaystyle x}에서의 국소적 정보를 담는다.

### 에탈레 공간
위상 공간 {\displaystyle X} 및 그 위의 집합 값을 갖는 준층 {\displaystyle {\mathcal {F}}}에 대하여, {\displaystyle {\mathcal {F}}}의  에탈레 공간은 다음 성질을 만족시키는 위상 공간 {\displaystyle E_{\mathcal {F}}}이다.
- 국소 위상동형사상(local homeomorphism) {\displaystyle \pi _{\mathcal {F}}\colon E_{\mathcal {F}}\to X}이 있다.
- {\displaystyle {\mathcal {F}}}의 층화는 {\displaystyle \pi _{\mathcal {F}}}의 단면들의 층과 동형이다. 여기서 "단면"이란 {\displaystyle \pi _{\mathcal {F}}\circ s=\operatorname {id} _{X}}인 연속 함수 {\displaystyle s\colon X\to E_{\mathcal {F}}}이다.

여기서, "에탈레"(프랑스어: étalé)는 에탈 코호몰로지·에탈 사상·에탈 기본군 등의 "에탈"(프랑스어: étale)과는 관계없는 개념이다.
구체적으로, {\displaystyle {\mathcal {F}}}의 에탈레 공간은 집합으로서 모든 줄기들의 분리합집합이다.
{\displaystyle E_{\mathcal {F}}=\bigsqcup _{x\in X}{\mathcal {F}}_{x}}
이 위에 다음과 같은 위상을 준다. 임의의 열린집합 {\displaystyle U\subseteq X} 및 단면 {\displaystyle s\in \Gamma (U;{\mathcal {F}})}에 대하여,
{\displaystyle U_{s}=\{s_{x}\in E\colon x\in U\}\subseteq E_{\mathcal {F}}}
를 정의하자. 이는 위상 공간의 기저의 공리들을 만족시키며, 따라서, 이를 기저로 하는 위상을 줄 수 있다.

## 성질
에탈레 공간에서, 각 줄기 {\displaystyle {\mathcal {F}}_{x}\subseteq E_{\mathcal {F}}}는 이산 공간을 이룬다.
다양체 위의 실수값 연속 함수의 층이나, 매끄러운 다양체 위의 실수값 매끄러운 함수의 에탈레 공간은 하우스도르프 공간이 아니다.

## 예
일부 층들에 대해서는 싹은 잘 작동하지만, 일부 경우는 그렇지 않다. 예를 들어, 해석 함수의 어떤 점에서의 싹은, 그 점 주변에서의 그 함수의 행동을 완전하게 결정해 버린다. 이것은 복소해석학의 테일러 급수에 관한 정리에서 쉽게 알 수 있다. 반면, 매끄러운 함수에 대해서 어떤 점에서의 싹을 보는 경우, 이 주변에서의 함수의 행동에 대해서 이 싹이 아무런 정보도 주지 못한다. 예를 들어, 콤팩트 지지집합을 갖는 함수는 지지집합 밖에서의 싹만으로는 전혀 알 수 없다.

### 함수의 싹
위상 공간 {\displaystyle X} 및 집합 {\displaystyle Y}가 주어졌을 때, {\displaystyle X\to Y} 함수들의 층(또는 그 임의의 부분층, 예를 들어 {\displaystyle Y}에 위상울 주었을 때, 연속 함수의 층)을 생각하자. 이 경우, 싹은 구체적으로 다음과 같이 적을 수 있다. 함수의 집합에 다음과 같은 동치 관계를 정의하자. 임의의 열린집합 {\displaystyle U,V\ni x} 및 두 함수
{\displaystyle f\colon U\to Y}
{\displaystyle g\colon V\to Y}
에 대하여,
{\displaystyle f|_{W}=g|_{W}}
인 {\displaystyle x}의 근방 {\displaystyle W\ni x}, {\displaystyle W\subseteq U\cap V}가 존재한다면
{\displaystyle f\sim _{x}g}
라고 하자. 그렇다면 {\displaystyle f}의 {\displaystyle x}에서의 싹은 동치관계 {\displaystyle \sim _{x}}에 대한 동치류이다.

### 아핀 스킴 위의 준연접층
아핀 스킴 {\displaystyle \operatorname {Spec} R} 위의 준연접층은 {\displaystyle R}-가군에 대응한다. {\displaystyle R}-가군 {\displaystyle M}에 대응하는 준연접층의, 소 아이디얼 {\displaystyle {\mathfrak {p}}\in \operatorname {Spec} R}에서의 줄기는 국소화 {\displaystyle M_{\mathfrak {p}}}이다.

## 역사
싹의 개념은 고전적이다. 줄기의 개념은 1950년 카르탕 세미나에서 등장하였다.
"에탈레 공간"이라는 용어는 로제 고드망이 호몰로지 대수학에 대한 책과 층 이론에 대한 책 《대수적 위상수학과 층론》(프랑스어: Topologie álgebrique et théorie des faisceaux)에서 처음으로 사용하였다. 고드망은 층을 에탈레 공간의 단면으로 정의하였으며, 준층을 사용하는 층의 현대적인 정의는 비교적 최근에 등장하였다.

## 같이 보기
- 상수층